# Polykarpus Cronhielm
Polykarpus Crumbügel, adlad och friherre Cronhielm, född 1629 i Dippoldiswalde, Sachsen, död 14 april 1698 på Västerås slott, var ståthållare på Västerås slott.

## Biografi
Cronhielm blev extraordinarie assessor i kammarrevisionen 1666, kammarråd 1688, landshövding i Skaraborgs län 1690 och landshövding i Västmanlands län 1693. Cronhielm var en av Karl XI:s dugligaste ämbetsmän, och ledde 1679-84 genomförandet och roteringen i Västergötland. Han uppförde sitt stadspalats i kvarteret Hägern större öster om Klara kyrka, ett långsträckt trevånings stenhus med en gård mot kyrkogården. Det redan 1906 rivna palatset hade en rad stucktak.

### Familj
Cronhielm var gift med Hebba Standorph, dotter av Salomon Standorph och Brita Andersdotter. De fick tillsammans barnen Polykarpus Cronhielm, Hebbla Regina Cronhielm (död 1703) som var gift med kammarrevisionsrådet Johan Ehrenkrook, Brita Cronhielm (1661–1697) som var gift med presidenten Johan Lillienstedt, stallmästaren Christoffer Cronhielm (död 1691), greven Gustaf Cronhielm af Flosta (1664–1737), assessorn Jakob Cronhielm (1665–1712), greven Salomon Cronhielm af Hakunge (1666–1724), överstelöjtnanten Johan Cronhielm (död 1706), Catharina Cronhielm (1674–1731) som var gift med majoren Gabriel Gyllenståhl och Barbara Dorotea Cronhielm (1679–1706) som var gift med landshövdingen Erland Broman.